# SN 1961V
SN 1961V – niepotwierdzona supernowa typu II-pec? odkryta 11 grudnia 1961 roku w galaktyce NGC 1058. Jej maksymalna jasność wynosiła 12,50m.
Prawdopodobnie tzw. fałszywa supernowa.